# 1646 в Україні

## Події
- 24 квітня — відбулася Ужгородська унія — об'єднання з Римом православних священиків Мукачівської єпархії.
- на Буковині запровдажено «Уложення Василя Лупула».

## Особи

### Народились
- 11 січня — Константій Юзеф Зелінський (пол. Konstanty Józef Zieliński; пом. 1709) — польський шляхтич, римо-католицький релігійний діяч, Львівський латинський архієпископ з 1700 року (його номінував король Август ІІ[1]). 4 жовтня 1705 року в колегіаті святого Івана Хрестителя у Варшаві як Львівський латинський архієпископ провів обряд коронації Станіслава Лещинського[2] та його дружини Катажини Опалінської, назважаючи на заборони папи і не дотримавши при цьому традицій, оскільки її мав проводити примас (Радзейовський).[3]
  - Іва́н Васи́льович Ломико́вський (пом. 1714) — український державний та військовий діяч доби Гетьмана Івана Мазепи. Генеральний осавул (1696—1707) та Генеральний обозний (1707—1709) в уряді Івана Мазепи. Один із лідерів Гетьманату Пилипа Орлика в екзилі (Молдова).

- - Іва́н Скоропа́дський (пом. 1722) — український військовий, політичний і державний діяч, гетьман Війська Запорозького, голова козацької держави в Лівобережній Україні (1708-1722). Представник козацького роду Скоропадських. Старший син Іллі Скоропадського. Генеральний бунчужний (1698-1699), генеральний осавул (1701-1706), стародубський полковник (1706-1708). Гетьман Глухівського періоду в історії України. Після переходу Мазепи на бік шведів, призначений головою Гетьманщини з волі московського царя Петра І.
  - Нікола де Фер (Nicolas de Fer; пом. 1720) — французький географ і картограф кінця 17 століття. Випустив понад 600 окремих карт і був призначений географом короля. З картографування України, найвідоміші його праці — «План Мукачевської фортеці», мапа Причорномор'я.

### Померли
- 11 березня — Станісла́в Конецпо́льський (також Конєцпольський[4][5]) (пол. Stanisław Koniecpolski; нар. 1591) — польський шляхтич, воєначальник та державний діяч Речі Посполитої. Представник шляхетського роду Конецпольських гербу Побуг. Князь Священної Римської імперії (отримав князівський титул Священної Римської імперії з сином Олександром у 1637 році). Великий гетьман коронний (1632–1646), сенатор. Польний гетьман коронний (1618–1632).[6] Воєвода сандомирський з 1625, староста жарновецький з 1611, велюньський з 1607, барський з 1623, битовський з 1638, а також буський, переяславський, плоскирівський, стрийський і ковельський. Представник репресивного щодо козаків напрямку в уряді Корони.[7] Злегка загикувався під час розмов.
- 13 червня — Яків Собє́ський (пол. Jakub Sobieski; нар. 1588) — шляхтич Речі Посполитої, державний, політичний і військовий діяч Речі Посполитої. Представник шляхетського роду Собеських гербу Яніна. Воєвода белзький (1638–1641) і руський (1641–1646).
- 12 жовтня — Миколай Станіслав Оборський (пол. Mikołaj Stanisław Oborski; нар. 1576) — церковний діяч Речі Посполитої, священик-єзуїт, ректор Львівської єзуїтської колегії 1635—1638, прокуратор у справі канонізації Станіслава Костки.
  - Максим Гулак (нар. 1599) — гетьман українського нерєстрового козацтва, воєначальник війська Гетьмана Карпа Півтора-Кожуха.
  - Ставровецький Кирило (Транквіліон) (нар. 1581[8]) — український (руський) православний і греко-католицький освітній та церковний діяч, архімандрит Чернігівський, поет, учений, друкар, видавець.

## Засновані, створені
- Ва́лки — місто, центр Валківського району Харківської області.
- Лукашівка (Чернігівський район)
- Опачичі (до поч. ХХ ст. Опачиці) — офіційно нежитлове після аварії на Чорнобильській АЕС село в Іванківському районі Київської області. Нині у селі проживає 1 мешканець.
- Ра́вське — село в Жовківському районі Львівської області. Орган місцевого самоврядування — Липницька сільська рада. Колишня назва села та парафії — Голе Равське.
- Рі́пки — село Богодухівського району Харківської області. Ріпки підпорядковані Сазоно-Баланівській сільській раді.
- Ру́чки — село в Гадяцькому районі Полтавської області. Орган місцевого самоврядування — Ручківська сільська рада.
- Ша́хворостівка — село в Коростишівському районі Житомирської області.

- відкрито Кирилом Транквіліконом Ставровецьким першу друкарню в Чернігові.
- збудовано Королів́ський арсена́л — споруда фортифікаційного плану, що знаходиться у Львові на вул. Підвальній, 13.

## Видання, твори
- Видання в Чернігові збірки віршів та прозових творів Кирила Транквілікона Ставровецького «Перло многоценное».
- Видання «Требника Петра Могили» у Києві.

## Пам'ятні дати та ювілеї
- 850 років з часу (796 рік):
  - знищення Аварського каганату у Паннонії франками (інша дата — 805 рік).
- 750 років з часу (896 рік):
  - битви на Південному Бузі, де болгарський цар Симеон I розбив військо угрів та в союзі з печенігами він вигнав їх далеко на захід.
- 700 років з часу (946 рік):
  - посольства княгині Ольги до Царгорода.
  - придушення Ольгою повстання древлян після спалення Іскоростеня.
- 675 років з часу (971 рік):
  - завершення Другого Балканського походу у Болгарії князя Святослава (з 969 року) та пограбування околиць Константинополя, облога у Доростолі; поразка і відхід з Балкан. Укладення з Візантією договору на умовах 944 року.
- 650 років з часу (996 рік):
  - завершення спорудження Десятинної церкви в Києві (з 990 року) та її урочисте відкриття (25 травня), до якої прибули священики з Херсонеса. Захоронення тут праху княгині Ольги.
- 600 років з часу (1046 рік):
  - укладення миру між Візантією та Київською Руссю, яким завершилася війна, що тривала з 1043 року.
- 550 років з часу (1096 рік):
  - 19 червня — Битва на річці Трубіж — одна з битв русько-половецької війни 1090-х — 1116 років.
  - Битва на Колокші біля Володимира у якій князь Мстислав Володимирович Великий розгромив Олега Святославича.
- 500 років з часу (1146 рік):
  - завершення повстання у Києві, який у 1139 році був захоплений Всеволодом Олеговичем.
  - початку збройної боротьби князівських родів (Ольговичів, Мономаховичів, Давидовичів) за Київський престол (до 1161 року).
- 450 років з часу (1196 рік):
  - вторгнення литовців у Волинське князівство.
- 425 років з часу (1221 рік):
  - початку княжіння Данила Романовича на Волині.
- 400 років з часу (1246 рік):
  - відвідання галицько-волинським князем Данилом Романовичем столиці Орди — Сарай-Бату, де був вимушений визнати себе підлеглим хана Батия.
  - подорожі Плано Карпіні через Чехію, Польщу, Русь (Володимир, Київ) і Дон до Сарая і Монголії.
- 325 років з часу (1321 рік):
  - битви на річці Ірпінь, коли литовський князь Гедимін розбив руське військо і зайняв Київ (інша дата — 1320 рік).
- 300 років з часу (1346 рік):
  - облоги Кафи Ханом Джанібеком.
- 225 років з часу (1421 рік):
  - входження Галичини до складу Польського королівства.
- 200 років з часу (1446 рік):
  - Блокада Кафи трапезудською ескадрою. Генуезці відкупилися від греків і уклали з ними мир.
- 175 років з часу (1471 рік):
  - ліквідація Великим князівством Литовського Київського удільного князівства та утворення Київського воєводства у складі Овруцького, Київського, Житомирського та інших повітів.
- 125 років з часу (1521 рік):
  - вигнання із Казані кримським ханом Мехмедом I Ґераєм ставленика Москви із посадженням на намісництво свого брата Сахіба.
  - нальоту братів Ґераїв на околиці Москви, Нижнього Новгорода та Рязані із захопленням великої кількості бранців.
- 75 років з часу (1571 рік):
  - походу кримських татар на чолі з ханом Девлет Ґераєм на Москву, який привів до спалення кримськими татарами Москви, коли цар Іван IV втік зі своєї столиці.
  - петиції української шляхти з Київщини до польського короля про збереження прав «руської» української мови.
- 50 років з часу (1596 рік):
  - 8-10 жовтня — скликання у Бересті королем Речі Посполитої Сигізмундом III Вазою Берестейського собору, що через непримиренність позицій розколовся надвоє. Обидва собори, православний і уніатський, відбулись, не знайшли способів порозумітися: уніатський проголосив з'єднання з римсько-католицькою церквою під проводом Папи Римського, а православний засудив унію.
  - завершення повстання Наливайка 1594–1596 років у результаті програних битва під Гострим Каменем (поблизу села Трипілля на Київщині — у березні) та в ході Солоницького бою поблизу Лубен (у травні).
- 25 років з часу (1621 рік):
  - Хотинської битви (1-29 вересня), в якій війська Речі Посполитої з українськими козаками зупинили наступ Османської імперії.
  - укладення Хотинського мирного договору (8 жовтня). Османи отримали Хотин, але зобов'язалися не нападати на Україну.
  - морської кампанії за завданням Петра Сагайдачного в Чорному морі діяв козацький флот у складі 200 чайок і 10 тисяч козаків, в часі цього походу товариство здобуло Трапезунд і Синоп.

### Видатних особистостей

#### Народження
- 575 років з дня народження (1071 рік):
  - Євпра́ксія Все́володівна (д.-рус. Еоупраксиа; пом. 1109) — князівна із династії Рюриковичів. Німецька імператриця (1088—1105), дружина німецького імператора Генріха IV. Донька великого князя київського Всеволода Ярославича, онука Ярослава Мудрого.
  - Яросла́в Святосла́вич (пом. 1129) — князь чернігівський (1123—1127). Син Великого князя Київського Святослава II. Онук Ярослава I Мудрого.
- 425 років з дня народження (1221 рік):
  - Андрій Ярославич (пом. 1264) — третій син великого князя Ярослава Всеволодовича, князь суздальський, у 1250—1252 роках великий князь владимирський. Чоловік Устиною — доньки Короля Русі Данила Романовича та його союзник.
  - Олександр Ярославович Не́вський (пом. 1263) — князь новгородський (1236—1240,1241—1252, 1257—1259), псковський (1242), великий князь владимирський (1252—1263), формальний великий князь київський (1249—1263). Прославився завдяки перемогам у Невській битві та Битві на Чудському озері.
- 100 років з дня народження (1546 рік):
  - 7 лютого — Федір Євлашовський (Фёдар Еўлашоўскі; пом. 1616) — український письменник-мемуарист, правник, державний діяч часів Великого князівства Литовського та Речі Посполитої.
  - Петро Збаразький (пом. 1569) — український князь, державний діяч Речі Посполитої.
- 75 років з дня народження (1571 рік):
  - Шимон Ніклевич (пол. Szymon Niklewicz; пом. 1632) — церковний діяч Речі Посполитої, священик-єзуїт, педагог, уродженець Львова, ректор Віленської єзуїтської академії і університету в 1611—1614 і 1625—1629 роках.
- 50 років з дня народження (1596 рік):
- 6 січня[9][10] — Богда́н (Зино́вій-Богда́н) Миха́йлович Хмельни́цький (пом. 27 липня (6 серпня) 1657) — український військовий, політичний та державний діяч. Гетьман Війська Запорозького, очільник Гетьманщини (1648–1657). Керівник Хмельниччини — повстання проти зловживань коронної шляхти в Україні, котре переросло у загальну, очолену козацтвом, визвольну війну проти Речі Посполитої. Перший з козацьких ватажків, котрому офіційно було надано титул гетьмана[11]. Намагався розбудувати незалежну українську державу, укладаючи протягом свого правління союзи з Кримським ханством та Московським царством. Представник роду Хмельницьких.
- 31 грудня — Петро Могила (пом. 1647) — церковний та політичний діяч, педагог, митрополит Київський, Галицький і всієї Русі.
- 25 років з дня народження (1621 рік):
  - Дем'я́н Ігнатович (також відомий як Многогрі́шний[12]) (1621[13] — пом. 1703) — 3-й очільник Лівобережної гетьманщини (1668—1672). Полковник Чернігівський.
  - Михайло Юрій Чорторийський (пол. Michał Jerzy Czartoryski, пом. 1692) — аристократ часів Речі Посполитої, князь, 1653 року став волинським каштеляном, 1655-го закликав волинську шляхту до протидії шведам. 1658 був призначений брацлавським воєводою. Від короля Яна ІІ Казімежа отримав посаду волинського воєводи 20 липня 1661 року.

#### Смерті
- 550 років з дня смерті (1096 рік):
- 6 вересня — Ізяслав Володимирович — руський князь з династії Рюриковичів, другий син Володимира Мономаха та його першої дружини Ґіти (дочки англійського короля Гарольда II Ґодвінсона). Князь курський (до 1095), ростовський і муромський (1095–1096).
- 525 років з дня смерті (1121 рік):
  - квітень — Ники́фор І — православний церковний діяч, митрополит Київський та всієї Руси (1103 або 1104—1121).
- 500 років з дня смерті (1146 рік):
  - 30 липня/1 серпня[14] — Все́волод О́льгович — руський князь із династії Рюриковичів, роду Ольговичів. Великий князь Київський (5 березня 1139 — 1 серпня 1146).
- 475 років з дня смерті (1171 рік):
  - 20 січня — Гліб Юрійович, в хрещенні Олександр — руський князь із династії Рюриковичів. Князь київський. Син Юрія Довгорукого. Став першим київським князем, що не титулувався як «Великий» (з 1169 року).
  - 30 травня — Володимир Мстиславич (нар. 1130) — руський князь із династії Рюриковичів. Великий князь київський (1171).
- 450 років з дня смерті (1196 рік):
  - 23 квітня — Бе́ла III (угор. III. Béla, нар. 1145) — угорський король (1172–1196). Син Гейзи II та Єфросинії, дочки Великого князя Київського Мстислава I Величного. Онук Мстислава Великого, правнук Володимира Мономаха.
  - Всеволод Курський — князь курський і трубчевський, менший брат князя новгород-сіверського Ігоря Святославича, син Святослава Ольговича князя черніговського.[15]
- 400 років з дня смерті (1246 рік):
  - 20 вересня — Миха́йло Чернігівський (нар. 1179) — руський князь з династії Рюриковичів, князь переяславський (1206), новгородський (1224, 1229), чернігівський (1224—1239), галицький (1235—1236), великий князь київський (1238—1239, 1241—1246).
  - 30 вересня — Яросла́в Все́володович (нар. 1191) — син князя Всеволода Велике Гніздо, князь Переяславський, великий князь Київський (1236—1238, 1246).
- 125 років з дня смерті (1521 рік):
  - Йо́сифа II Солта́на — митрополита Київського, Галицького і всієї Руси.
- 50 років з дня смерті (1596 рік):
  - Григо́рій Лобода́ — 23-й Гетьман Війська Запорозького (1593—1596  з перервами). Учасник походів на Молдову та Угорщину, очільник низовців під час повстання Северина Наливайка.
  - Семен Дениско Матвієвський, або Семен Дениско,[16] іноді Денінський[17] (? — травень-червень 1596) — військовик та урядник в українських землях Речі Посполитої. Мав посаду житомирського старости. Грушевський вказує, що він загинув під час необережного штурму табору повстанців під проводом Северина Наливайка біля Солониці.[18] За даними Яворницького Дмитра, загинув під час погоні за повстанцями, які виїхали з табору «задирати ляхів».[19]
  - Шаула Матвій — український військовий діяч, один з керівників козацького повстання 1594—1596 років під проводом Северина Наливайка, запорізький гетьман.
- 25 років з дня смерті (1621 рік):
- 30 грудня — Йов Княгиницький (також Іов Манявський, світське ім'я — Іван; нар. близько 1550) — церковно-освітній діяч західних земель Київської Русі-України.
  - Яків Бородавка — Нерода (Яцько Бородавка) — український полководець та політичний діяч, гетьман Війська Запорозького. Обраний наприкінці 1619 року виписними і нереєстровими козаками, які повстали проти польсько-шляхетського гніту і оволоділи Запорізькою Січчю, суперник Петра Сагайдачного.